# DSB MA
Die Baureihe MA waren dieselhydraulische Schnelltriebzüge der Dänischen Staatsbahnen (DSB). Die Züge wurden auch als Lyntog bezeichnet.

## Geschichte

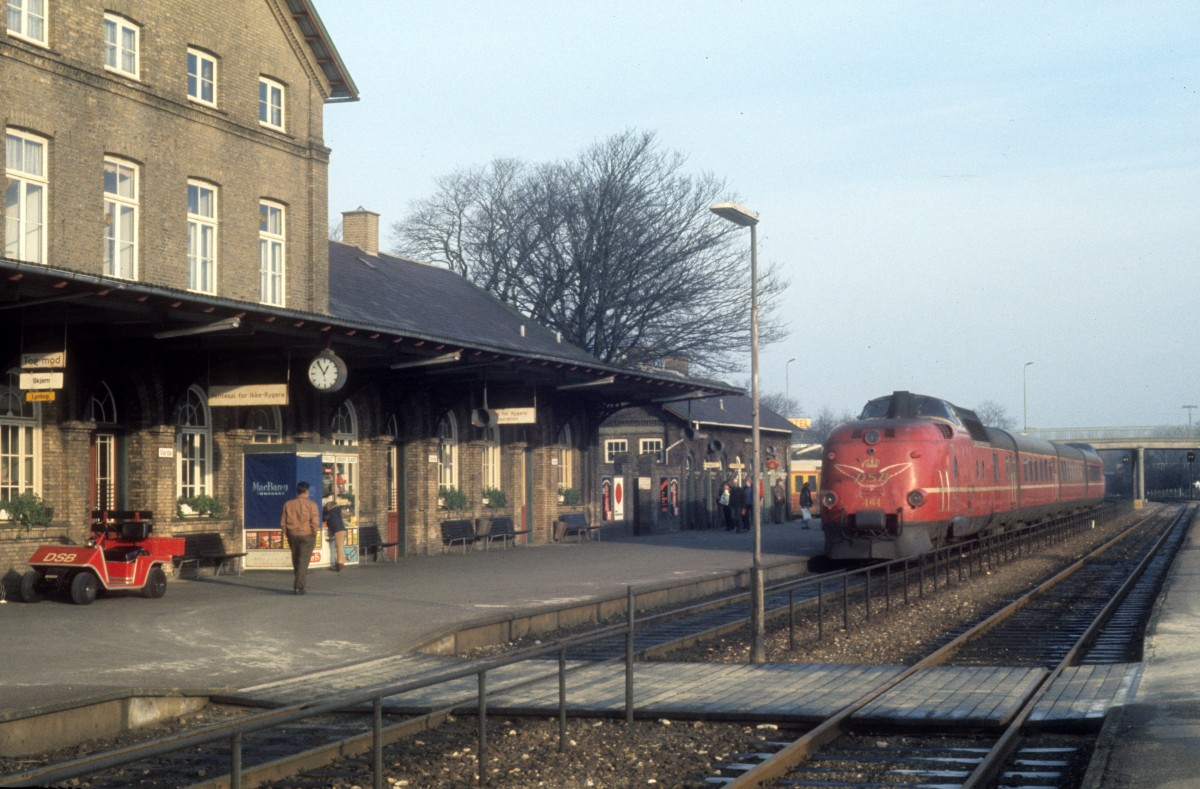
MA 461 in Varde, 1975

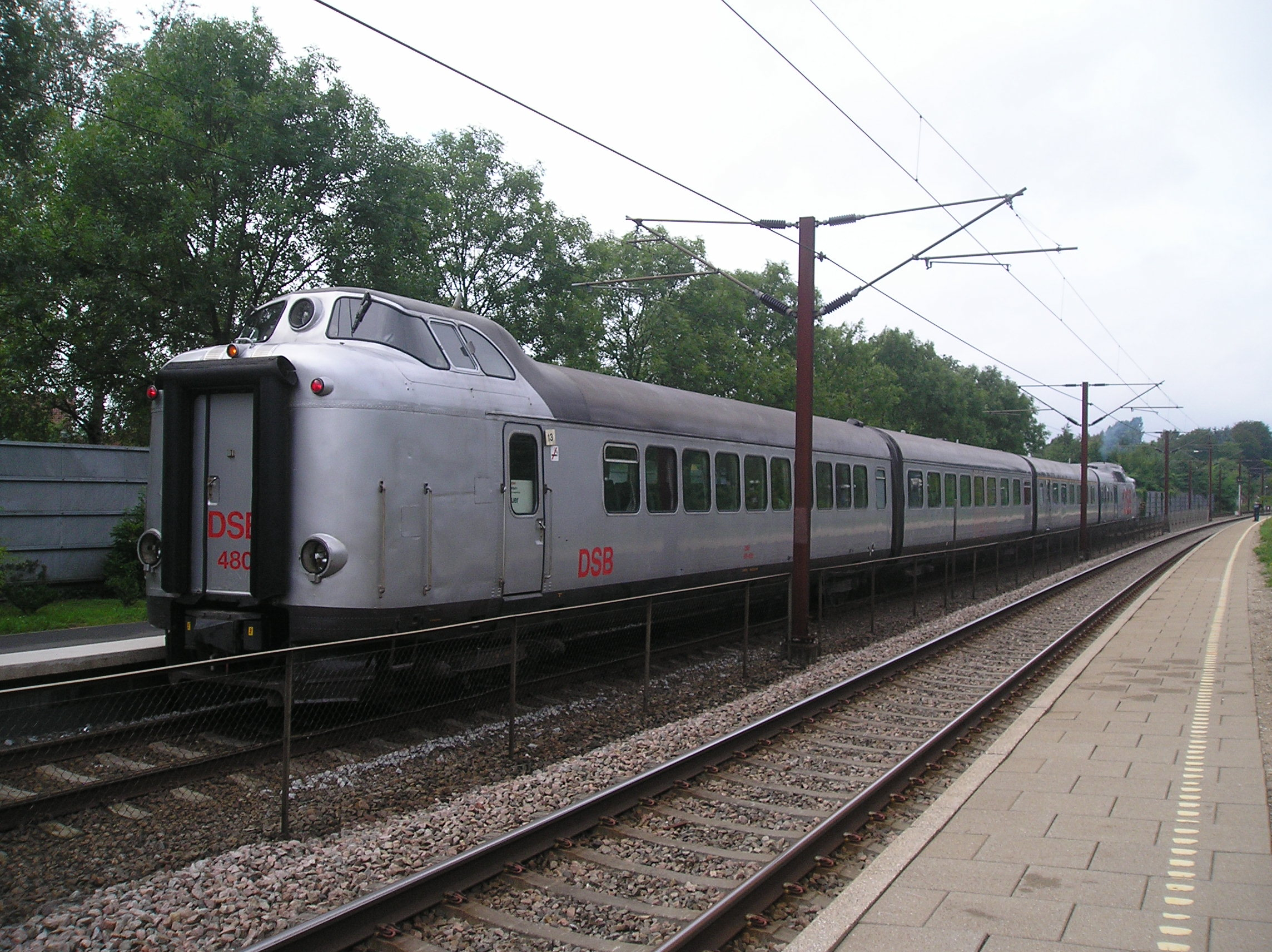
Steuerwagen BS 480

Ab 1963 ersetzten die vierteiligen Triebzüge die Vorkriegsmodelle im Lyntog-Verkehr (Blitzzug). Die Züge sind von den deutschen TEE-Triebzügen der Baureihe VT 11.5 (601) der Deutschen Bundesbahn abgeleitet und wurden von der MAN AG (Maschinenfabrik Augsburg-Nürnberg AG) hergestellt. Für die dänische Bestellung über zehn Züge mit elf Motorwagen (MA 460 bis 470) wurde ein motorloser Endwagen als Steuerwagen (BS 480 bis 489) neu konstruiert: Er erhielt einen hochgelegenen Führerstand und einen Gummiwulst-Übergang, damit zwei Triebzüge mittels Scharfenbergkupplung automatisch zusammengekuppelt werden konnten, aber trotzdem durchgängig begehbar waren. Die Verkürzung auf vier Wagen war im Hinblick auf die Länge der Eisenbahnfähren über den Großen Belt erforderlich. Gleichzeitig entstand so die Möglichkeit, auf geringer frequentierten Strecken mit „halber“ Kapazität zu fahren. Die aus zwei Triebwagen bestehenden (Voll-)Züge hatten folgende Wagenreihung: Ma - Am - Bm - Bs + Bs - Bmk - Am - Ma (Am = 1. Klasse; Bm = 2. Klasse; Bmk = 2. Klasse mit Küche/Restaurant, später Kiosk; Bs = Steuerwagen mit 2. Klasse). Während die Wagen der 1. Klasse mit Abteilen ausgestattet waren, wurde die 2. Klasse als Großraum ausgeführt. In den Motorwagen befanden sich ferner Gepäckabteile.
Die Motoren leisten 1100 PS. Die Achsfolge für die Motorwagen lautet B’ 2’, also zwei angetriebene Achsen in einem Drehgestell (unter der Nase) und zwei motorlose Achsen im hinteren Drehgestell. Die deutschen VT 11.5 waren für eine Höchstgeschwindigkeit von 160 km/h ausgelegt, allerdings hatten die Getriebe eine Übersetzung für nur 140 km/h. Die dänischen Triebwagen erhielten aber Getriebe mit einer Übersetzung für 160 km/h.
Die Mittelwagen weisen je zwei zweiachsige Drehgestelle auf. Haupteinsatzgebiet war der hochwertige Verkehr zwischen Kopenhagen und Jütland.
Ursprünglich in einem hellen weinrot lackiert, wurden sie ab 1984 im Inneren modernisiert und außen silbern lackiert und kamen dadurch zu Spitznamen wie Sølvpilen (Silberpfeil) oder Staniolexpressen.
Nach der Erstlieferung des Nachfolgers MF im Jahre 1990 wurde diese Baureihe aus dem Verkehr genommen.

## Einsatz in Polen
1992 wurden neun Zuggarnituren nach Polen abgegeben. Ab dem 23. Mai 1993 waren fünf betriebsfähige Züge bei der Privatbahn "Lebuser Regionalbahn" (Lubuska Kolej Regionalna, LKR) bis zu deren Konkurs im Jahre 1994 im Nahverkehr im Einsatz. Aufgrund von Konzessionsschwierigkeiten durften die Züge aber nur auf den eigenen LKR-Strecken eingesetzt werden. Beheimatet waren sie im Depot Czerwieńsk.
Der lukrativere Einsatz auf dem PKP-Netz blieb verwehrt. In der Folgezeit sind viele Fahrzeuge verschrottet worden, einige wurden als Notunterkünfte weiter verwendet.

## Verbleib

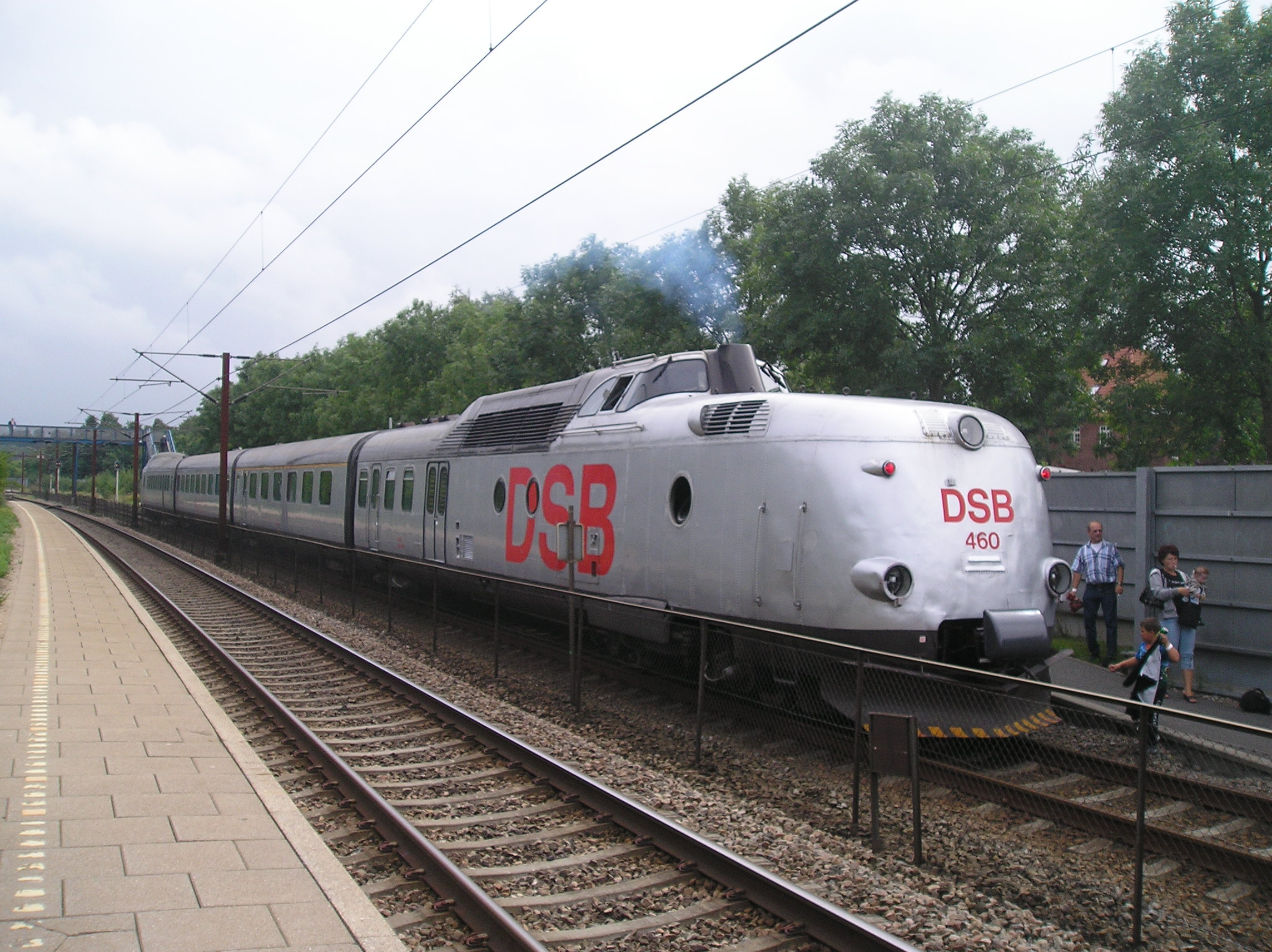
MA 460 als Museumszug (2010)

In Dänemark museal erhalten und betriebsfähig sind:
Triebwagen MA 460 – Zwischenwagen AM 500 (1. Klasse Seitengang) – Zwischenwagen BMK 530 (2. Klasse Großraum und Buffetabteil) – Steuerwagen BS 480 (2. Klasse Großraum)